# Niedersächsisches Internatsgymnasium Bad Harzburg
Das Niedersächsische Internatsgymnasium Bad Harzburg ist ein Internatsgymnasium in der Stadt Bad Harzburg im niedersächsischen Landkreis Goslar. Es ist eines von drei Gymnasien in Bad Harzburg. Die Gebäude des Internatsgymnasiums liegen in der Amsbergstraße 16, 18 und 18a, südwestlich erhebt sich der 408 Meter hohe Papenberg.

## Geschichte
Die Gebäude der Schule sind als Baudenkmale gelistet (siehe Liste der Baudenkmale in Bad Harzburg). Sie wurden  1894 errichtet. Erweiterungs-, Um- und Anbauten erfolgten in den Jahren 1950 bis 2006.

### Persönlichkeiten

#### Schulleiterinnen und Schulleiter
(Quelle: )
- 1946 bis 1947: Herr Mischke
- 1947 bis 1948: C. A. Pfeffer
- 1948 bis 1950: Karl Mielcke
- 1950 bis 1959: Anneliese Lehnhof
- 1959 bis 1978: Ruth Gieseler
- 1979 bis 2001: Jürgen Krolow
- 2002 bis 2008: Ursula Rasch
- 2009 bis 2011: Dietmar Urban
- 2011 bis 2017: Wilfried Eberts
- 2017 bis 2019: Elisabeth Kruse
- 2019 bis 2021: Markus Weber (kommissarisch)
- seit 2021: Stephan Homberg

## Besonderheiten
In der gymnasialen Oberstufe wird das Fach Darstellendes Spiel angeboten.
Im Oktober 2023 wurde ein Austauschprojekt mit einer High School im südafrikanischen Greytown implementiert.
Das Gymnasium erhielt im Jahr 2024 das Prädikat „Internationale Nachhaltigkeitsschule/Umweltschule in Europa“.
2025 qualifizierten sich Schülerinnen des Gymnasiums für die Chemieolympiade. Dabei wurde die Schule als „Aufsteigerschule des Jahres 2025“ ausgezeichnet und erhielt ein Preisgeld.